# Рокаглориоза
Рокаглорио̀за (на италиански: Roccagloriosa; на неаполитански: a Rocca, а Рока) е село и община в Южна Италия, провинция Салерно, регион Кампания. Разположено е на 430 m надморска височина. Населението на общината е 1650 души (към 2010 г.).